# الکازای
الکازای (به لاتین: Alkozai) یک منطقهٔ مسکونی در افغانستان است که در ولایت قندهار واقع شده‌است.